# Efó
Efó é um prato típico da cozinha da Bahia.

## Ingredientes
Meio quilo de camarão seco, descascado.
Pimenta-malagueta em pó.
Meio dente de alho.
Uma cebola.
Uma pitada de coentros.
Um maço de língua-de-vaca (ou taioba, ou bertalha, ou espinafre, ou mostarda)

## Preparação
Primeiro, aferventa-se a língua-de-vaca, escorre-se na peneira, estende-se na tábua e bate-se bem com a faca, até ficar informe.
Enxuga-se e estende-se na peneira para secar toda a água.
Cozinha-se no azeite-de-dendê puro, temperado com todo o resto.
E a panela fica tampada, para suar.
Come-se com arroz.
Nanã, rainha das águas doces, quando escolhe, pede um bom efó de língua-de-vaca: língua-de-vaca, erva muito comum na Bahia.
Alguns autores citam como sendo a mostarda, mas é inexato.